# Félicien Kempeneers
Pour les articles homonymes, voir Kempeneers.
Félicien Kempeneers (1890 – 1968) est un gymnaste belge.

## Carrière
Il fait partie de l'équipe de Belgique qui remporte la médaille d'argent au concours général par équipes aux Jeux olympiques de 1920 se tenant à Anvers.